# Heterolepis tmesisternoides
Heterolepis tmesisternoides is een keversoort uit de familie boktorren (Cerambycidae). De wetenschappelijke naam van de soort is voor het eerst geldig gepubliceerd in 1869 door Lacordaire.